# Кусі Ободом
Кусі Ободом (д/н — після 1764) — 3-й асантейн (володар) імперії Ашанті у 1750—1764 роках. Припинив активну зовнішню політику.

## Життєпис
Походив з клану Ойоко Абусуа. За панування першого асантейн Осея Туту І був одним з головних претендентів за владу. Втім після загибелі того 1717 року не знайшов дієвої військової підтримки. Тому відмовився від боротьби.
1750 року після смерті асантейна Опоку Варе І розпочав боротьбу за владу, завдавши в околицях столиці — Кумасі поразки одному з претендентів. Закріпившись на троні, відмовився від активної зовнішньої політики, чим втратив значну повагу серед знаті та військовиків. В результаті зазнав поразки від Квереморі Уатари, фагами Конгу, визнавши при цьому його зверхність.
Більше часу проводив у розвагам, зловжичаючи алкоголем. Втім коли став сліпнути, у 1764 році добровільно зрікся влади. Тимчасово її перебрав момпонгейн (регент) Сафо Кантанка, поки не було обрано нового асантейна — Осея Квадво.